# Rabštejn
Der Rabštejn (deutsch: Rabenstein oder Rabstein) ist ein Berg in Tschechien. Er befindet sich im Südosten des Rabenseifener Berglands (Hraběšická vrchovina). Sein Gipfel mit mehreren Felstürmen und wenigen Resten der Burg Rabštejn ist seit 1990 als Naturreservat Rabštejn geschützt.

## Geographie
Der Rabštejn befindet sich im südwestlichen Teil des Landschaftsschutzgebiets CHKO Jeseníky auf dem Kataster der Gemeinde Oskava. Der Berg erhebt sich nördlich der Ortschaften Véska, Bedřichov und Rabštejnská zwischen den Tälern der Oskava und des Dlouhý potok. An seinem nördlichen Fuß liegen das ehemalige Hegerhaus Rabštejn und ein Campingplatz.

## Geschichte

### Burg Rabštejn
Die Burg Hrabišův kámen/Hrabischstein wurde wahrscheinlich in der zweiten Hälfte des 13. Jahrhunderts durch den Besitzer der Herrschaft Úsov, Hrabisch von Schwabenitz (Hrabiš ze Švábenic, 1254–1296), angelegt. Es wird angenommen, dass die über dem durch das Oskavatal auf den Skřítek-Sattel führenden Weg angelegte Burg dem Schutz der nördlichen Gebiete der Herrschaft Úsov diente. Möglicherweise ersetzte sie auch die Burg Frankstadt.
Die erste schriftliche Überlieferung von Rabinsteina erfolgte 1318 in der Landtafel, als der Olmützer Bischof Konrad I. die mit großen Anstrengungen erworbene Burg an Johann von Luxemburg überschrieb. Wahrscheinlich hatte der Bischof die Burg zuvor einem Gefolgsmann des rebellischen Heinrich von Leipa entrissen. Wirtschaftliches Zentrum der Herrschaft Rabenstein war Frankstadt.
In der Mitte des 14. Jahrhunderts soll den Überlieferungen nach der Rabenstein ein Raubnest gewesen sein, so dass Markgraf Johann Heinrich die Burg erfolgreich belagerte und danach in einem Strafgericht die Räuber an den Bäumen auf dem Rabenstein aufhängen ließ. 1355 verkaufte der Markgraf die Burg an Pertold von Leipa. Später fiel sie wieder an die mährischen Herrscher zurück. 1398 verpfändete Jobst von Mähren die Rabensteiner Güter zusammen mit der benachbarten Herrschaft Stralek und den zugehörigen Ortschaften Römerstadt, Irmsdorf, Andersdorf, Johnsdorf, Reschen, Hangenstein, Pürkau, Frankstadt und Rabenseifen an Proček von Kunstadt und Bouzov.
Nachfolgend gewann Römerstadt immer mehr an Bedeutung und entwickelte sich zum neuen Zentrum der Rabensteiner Güter. Proček von Kunstadt war für seine Fehden und Händel berüchtigt und brachte den Rabenstein in Verruf. Seit Beginn des 15. Jahrhunderts wechselten sich die Pfandherren der Burg in rascher Folge ab. Nachdem sich während der Hussitenkriege die Eulenburg in den Händen der Hussiten befand, erlangte der Rabenstein als kaiserlicher Gegenpol strategische Bedeutung und Kaiser Sigismund reichte die Burg nur noch treuen Gefolgsleuten als Pfand aus. Dazu gehörten der Hauptmann der Söldnertruppen der Stadt Olmütz, Hynčík Stosch von Albrechtice und dessen Sohn Jiřík. 1464 erhielt Heinrich von Jenczenstein das Pfand und ließ die Burg instand setzen.
Während des böhmisch-ungarischen Kriegs war Rabenstein an die auf der Seite Georg von Podiebrads stehenden Tunkl von Brníčko verpfändet, die sich mit dem ebenfalls an Rabenstein interessierten Besitzer der Herrschaft Eulenburg, Jan Heralt von Kunstadt, Machtkämpfe lieferten. Der Burghauptmann von Rabenstein, Matěj Tovačovský, unternahm Raubzüge nach Šumvald, Břevenec und Lukavice in die Besitzungen der Anhänger von Matthias Corvinus. Infolgedessen fiel der in den Diensten des Ungarnkönigs stehende Hauptmann Peter Haugwitz von Biskupitz auf Čeněk Tunkls Güter Rabenstein und Hangenstein ein. Wenig später wurde die gesamte Herrschaft Rabenstein von Mikuláš Hrdý z Klokočí gebrandschatzt.
Peter von Žerotín auf Schönberg, der zu Beginn des 16. Jahrhunderts die Herrschaft Rabenstein als Pfand gereicht bekam, ließ ab 1524 in Janowitz ein neues Schloss errichten und nahm dort seinen Sitz. Die wahrscheinlich bei den Kämpfen in den 1470er Jahren beträchtlich beschädigte und von Römerstadt schwer erreichbare und abgelegene kleine Burg gab er dem Verfall preis. Der Rabenstein diente danach nur noch als Wohnsitz herrschaftlicher Förster. 1535 wurde die Burg Rabenstein als wüst bezeichnet. Bei der Abschätzung der Herrschaft im Jahre 1569 wurde ein Tiergarten neben der Burg erwähnt. Als der Hofkammerpräsident Ferdinand Hoffmann von Grünbüchl 1584 die seit 1583 in seinem Pfandbesitz befindliche Herrschaft Rabenstein-Janowitz käuflich erwarb, wurde auch die wüste Burg Rabenstein genannt.
Bis ins 17. Jahrhundert wurden die Rabensteiner Güter noch als Zubehör zur Herrschaft Janowitz aufgeführt, danach verschmolzen sie ganz mit Janowitz. Im 17. Jahrhundert diente die Burg als Kerker der Herrschaft Janowitz. Nach dem Ausbruch des Dreißigjährigen Krieges erfolgten Notreparaturen an der Burg und sie erhielt eine militärische Besatzung. Während der Streitigkeiten zwischen dem Rat zu Römerstadt und dem herrschaftlichen Hauptmann Hassnik auf Janowitz wurde in der Mitte des 17. Jahrhunderts auch der Römerstadter Bürgermeister auf dem Rabenstein gefangengehalten. Nach dem Einfall der Schweden diente die Burg wegen ihrer Abgelegenheit als Versteck der Schätze und Urkunden der Janowitzer Herrschaft und der Stadt Römerstadt. Dies war wenig erfolgreich, denn 1645 stürmten die Schweden den Rabenstein und hielten ihn unter dem Offizier Kuklender bis April 1646 als Festung. Danach eroberten kaiserliche Truppen die Burg und nahmen einen Großteil der Kuklenderschen Reiter gefangen. Letztmals war die Burg 1693 bewohnt, als dort herrschaftliche Bedienstete und ein Heger lebten.
In der Mitte des 18. Jahrhunderts begann die Abtragung des Gemäuers der wüsten Burg durch die Bewohner von Friedrichsdorf (Bedřichov) als Baumaterial. Andere Teile fielen zusammen. Auf alten Forstkarten aus dem Übergang vom 18. zum 19. Jahrhundert sind noch mehrere Grundrisse der Burganlage überliefert, die stark voneinander abweichen.
Auf dem niederen der Felstürme befand sich eine Bastei mit einem Wehrtor. Auf dem höheren Felsen im Osten stand der als Warte dienende Burgfried, der im 18. Jahrhundert bis auf die Grundmauer abgetragen wurde. Gleiches erfolgte mit dem auf dem südlichen Felsen gestandenen Palas. Erhalten sind einige Mauerreste um den Burghof und Reste der Ringmauer der Vorburg. Letztere sind ebenso wie die noch vorhandenen Teile des Burggrabens durch den Waldbewuchs kaum noch erkennbar.

### Hegerhaus Rabštejn
Zwischen 1693 und 1759 entstand am nördlichen Fuß das Hegerhaus, das später zu einem kleinen Einzelgut erweitert wurde. Am Übergang vom 18. zum 19. Jahrhundert eröffnete der Heger in einem Anbau eine kleine Ausflugswirtschaft. Bis zum Zweiten Weltkrieg wurde das Gut Rabštejn intensiv landwirtschaftlich genützt und im Sommer von bis zu zwölf Leuten bewohnt. Danach diente das Gut nicht mehr als Wohnsitz und wurde als Zubehör einer Baumschule und später als Waldarbeiterunterkunft verwendet. Dabei verfiel es zunehmend. Ab 1967 fand das Hegergut eine neue Nutzung als Lager für Touristen und Felskletterer. Da nur Notreparaturen durchgeführt werden konnten, war das Objekt zu Beginn der 1990er Jahre in einem desolaten Zustand. 1992 wurde es privatisiert und schrittweise zur Berghütte Chata Rabštejn umgestaltet. Kurz vor Beendigung des Umbaus brannte die Chata Rabštejn 2002 ab. Bis 2005 erfolgte der Wiederaufbau, wobei die ursprüngliche Innenausstattung durch eine moderne ersetzt wurde.

## Touristische Nutzung
Die auf dem Rabštejn befindlichen beiden 15–20 bzw. 37 m hohen Felswände Přední skály und Zadní skály werden für den Klettersport als Übungsfelsen genützt. Am früheren Hegerhaus liegt ein Zeltplatz. Von den Felstürmen besteht Aussicht auf den Kamm des Altvatergebirges und in die südliche Marchebene.
Der Gipfelbereich ist auf einer Fläche von 20 ha seit 1990 als Naturreservat Rabštejn geschützt.